# Красний Увал
Кра́сний Ува́л (рос. Красный Увал) — присілок у складі Щучанського району Курганської області, Росія. Входить до складу Чумляцької сільської ради.
Населення — 75 осіб (2010, 75 у 2002).
Національний склад станом на 2002 рік: росіяни — 95 %.